# GNHトラベル&サービス
GNHトラベル&サービス（グローバルネイションホリデイズトラベルアンドサービス、株式会社グローバルネイションホリデイズトラベルアンドサービス）は、日本の旅行会社。東京都知事登録旅行業第3-6279号。 本社は東京都渋谷区桜丘町。社名のGNHは、ブータンの「GNH（Gross National Happiness、国民総幸福量）」という言葉が由来。

## 企業概要
2010年1月設立。ブータン・インド・ネパール方面を中心とした旅行を企画、販売することを目的に設立された旅行会社である。秘境旅行を中心に、写真家と共にいくツアーなど数多くのパッケージツアーや個人旅行、各国査証取得代行、格安航空券の販売を手掛ける。

## 主な商品
- ブータン旅行 - 首都ティンプーだけでなく、パロ、プナカ・ウォンディポダン、ハなどを訪れるツアーを扱う
- チベット旅行 - 中華人民共和国チベット自治区を訪れるツアーを扱う
- インド旅行 - バラナシ、アジャンタ・エローラ、ブッダガヤ、サーンチー、シッキムなどを訪れるツアーを扱う
- ラダック旅行 - インドジャンムー・カシミール州のチベット文化エリアを訪れるツアーを扱う
- ネパール旅行 - カトマンズ、ポカラ、チトワン国立公園、ルンビニなどを訪れるツアーを扱う
- 写真家と共にいく旅 - 写真家と共に旅行先で写真の撮影方法を学ぶツアー

## 写真集
- LADAKH LADAKH - 共著 2019年 TRIP TRIP BOOKS出版